# Saint-Didier (Vaucluse)
Saint-Didier is een gemeente in het Franse departement Vaucluse (regio Provence-Alpes-Côte d'Azur) en telt 1847 inwoners (1999). De plaats maakt deel uit van het arrondissement Carpentras.

## Geografie
De oppervlakte van Saint-Didier bedraagt 3,6 km², de bevolkingsdichtheid is 513,1 inwoners per km².
De onderstaande kaart toont de ligging van Saint-Didier (Vaucluse) met de belangrijkste infrastructuur en aangrenzende gemeenten.

## Demografie
Onderstaande figuur toont het verloop van het inwonertal (bron: INSEE-tellingen).